# Communauté de communes de Vinay
Die Communauté de communes de Vinay  war ein französischer Gemeindeverband (Communauté de communes) im Département Isère in der Region Rhône-Alpes. Er wurde am 1. Januar 1994 gegründet und Ende 2012 mit der Communauté de communes de Vercors Isère zur neuen Communauté de communes Chambaran Vinay Vercors verschmolzen. Letzter Präsident war Albert Buisson.

## Mitglieder
- Beaulieu
- Chantesse
- Chasselay
- Cognin-les-Gorges
- Cras
- L’Albenc
- Malleval-en-Vercors
- Morette
- Notre-Dame-de-l’Osier
- Poliénas
- Quincieu
- Rovon
- Saint-Gervais
- Serre-Nerpol
- Varacieux
- Vatilieu
- Vinay

## Quelle
- Le SPLAF - (Website zur Bevölkerung und Verwaltungsgrenzen in Frankreich (frz.))